# Viaducte Sfalassà
El viaducte Sfalassà és un viaducte de 254 metres d'altura situat prop de Bagnara Calabra, Calàbria, Itàlia. El pont està localitzat a la Autostrada A3 Napoli-Reggio Calàbria. El viaducte Sfalassà va guanyar el premi europeu CECM el 1970s.

## Característiques
És el més alt del món entre els ponts del seu tipus amb l'obertura més llarga del món. A principis de 2012 estava entre els 20 ponts més alts de qualsevol tipus. És el segon pont més alt d'Itàlia després del Viaducte Itàlia i la llum de l'ull principal és de 376 metres.

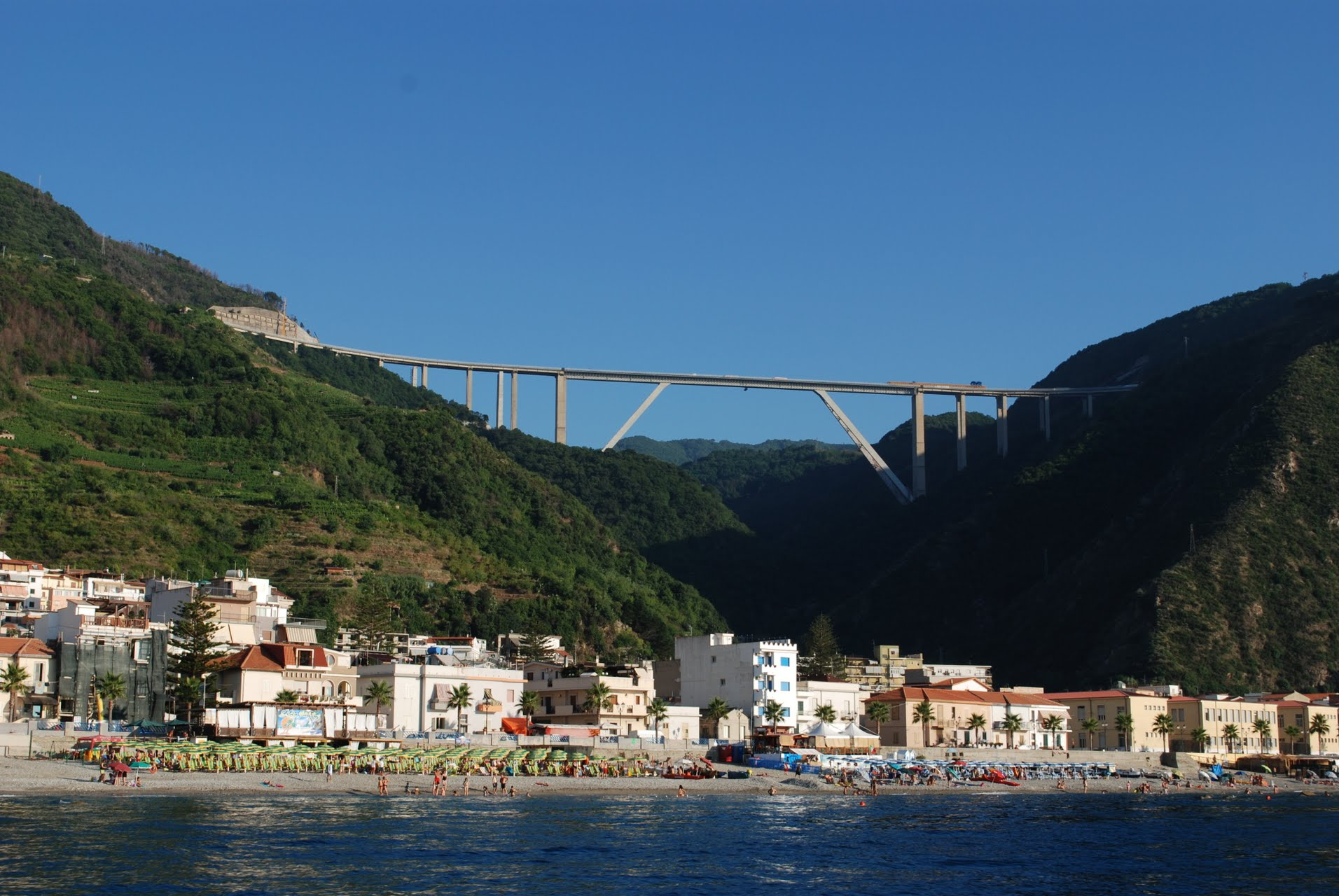
Vista de Bagnara amb el viaducte.